# گاگیک خاچاطریان (دولتمرد)
گاگیک مکرتچی خاچاطریان (ارمنی: Գագիկ Մկրտչի Խաչատրյան؛ زادهٔ ۲۰ فوریهٔ ۱۹۵۲) یک سیاستمدار اهل ارمنستان است که از تاریخ ۱۹۹۹ تا تاریخ ۲۰۰۳ سمت نمایندگی دوره مجلس ملی جمهوری ارمنستان را برعهده داشت.

## زندگی‌نامه
در ۲۰ فوریه ۱۹۵۲ در روستای آوان به دنیا آمد و از دانشگاه ملی پلی‌تکنیک ارمنستان فارغ‌التحصیل شد. وی همچنین برنده نشان آنانیا شیراکاتسی () شده است.

## یادداشت
1. ↑  ՀՀ ԿԱ պետական գնումների գործակալության պետ